# Tea Pijević
Tea Pijević (* 18. November 1991 in Makarska) ist eine kroatische Handballspielerin, die dem Kader der kroatischen Nationalmannschaft angehört. Im Jahr 2020 wurde sie zu Kroatiens Handballerin des Jahres gewählt.

## Karriere

### Im Verein
Pijević lief anfangs für die Damenmannschaft von RK Dalmatinka Ploče auf, für die sie in der höchsten kroatischen Spielklasse auflief. In den Spielzeiten 2010/11 und 2011/12 parierte die Torhüterin jeweils 35 % der gegnerischen Würfe. Im Sommer 2012 schloss sich Pijević dem bosnischen Erstligisten ŽRK Borac Banja Luka an, mit dem sie am EHF-Pokal teilnahm. Im Januar 2013 wechselte sie zum kroatischen Erstligisten ŽRK Sesvete Agroproteinka. In zweieinhalb Jahren bei Sesvete Agroproteinka stieg ihre Fangquote von 34 % auf 39 %.
Pijević stand ab der Saison 2015/16 beim Ligakonkurrenten ŽRK Lokomotiva Zagreb unter Vertrag. Dort erreichte sie stets eine Fangquote von über 40 %. Mit Lokomotiva gewann sie in der Saison 2016/17 den EHF Challenge Cup. Eine Spielzeit später gewann sie mit Lokomotiva den kroatischen Pokal. Im Januar 2020 wurde Pijević vom französischen Erstligisten Metz Handball verpflichtet, um den verletzungsbedingten Ausfall von Laura Glauser zu kompensieren. Für Metz lief sie unter anderem in der EHF Champions League auf. Im Sommer 2020 wechselte sie zum ungarischen Erstligisten Alba Fehérvár KC. Ab der Saison 2023/24 bis zum Rückzug im Januar 2025 stand sie beim rumänischen Erstligisten SCM Gloria Buzău unter Vertrag.

### In der Nationalmannschaft
Pijević läuft seit dem Jahr 2017 für die kroatische Nationalmannschaft auf. Mit Kroatien nahm sie an der Europameisterschaft 2018 und an der Europameisterschaft 2020 teil. Bei der EM 2020 gewann sie die Bronzemedaille. Mit 36 % hatte Pijević – gemeinsam mit der Tschechin Petra Kudláčková – die fünftbeste Fangquote bei der Europameisterschaft. Zwei Jahre später hatte sie bei der Europameisterschaft mit 35 % eine ähnliche Fangquote. Bei der im darauffolgenden Jahr ausgetragenen Weltmeisterschaft, bei der Kroatien den 14. Platz belegte, hielt sie 41 von 111 Würfen.